# Music of the Sun
A Music of the Sun Rihanna barbadosi énekesnő első albuma. 2005-ben jelent meg. Rihanna több dal társszerzője volt, a dalok hangzásában érződik az énekesnő Karib-szigeteki hazájának kultúrája. Az album a Billboard 200 amerikai slágerlista 10. helyén, a Top R&B/Hip Hop Albums lista második helyén nyitott, az első héten 69 000 példány kelt el belőle; ugyanannyi, mint a szintén a Def Jam kiadónál lévő Teairra Marí első albumából, azzal a különbséggel, hogy Teairra albuma az 5. helyen nyitott és az első héten 2400 példánnyal több kelt el belőle. A Music of the Sunból az Amerikai Egyesült Államokban 500 000, világszerte több mint kétmillió példány kelt el.

## Számlista
| #                       | Cím                                                | Szerző                                                                                                   | Hossz |
| ----------------------- | -------------------------------------------------- | --- | ----- |
| 1.                      | Pon de Replay                                      | Evan Rogers, Carl Sturken, Alisha Brooks, Vada Nobles                                                    | 4:06  |
| 2.                      | Here I Go Again (feat. J-Status)                   | Evan Rogers, Carl Sturken, J-Status, Rihanna Fenty                                                       | 4:11  |
| 3.                      | If It’s Lovin’ That You Want                       | Jean Claude Oliver, Samuel Barnes, Alaxsander Mosely, Scott Larock, Lawrence Parker, Makeba Riddick      | 3:28  |
| 4.                      | You Don’t Love Me (No, No, No) (feat. Vybz Kartel) | Ellas McDaniel, Willie Cobbs                                                                             | 4:20  |
| 5.                      | That La, La, La                                    | Full Force, D. Emile                                                                                     | 3:45  |
| 6.                      | The Last Time                                      | Evan Rogers, Carl Sturken                                                                                | 4:53  |
| 7.                      | Willing to Wait                                    | Evan Rogers, Carl Sturken, Nathan Watts, Henry Redd, Cotton Greene, June Deniece Williams, Rihanna Fenty | 4:37  |
| 8.                      | Music of the Sun                                   | Diane Warren, Evan Rogers, Carl Sturken, Rihanna Fenty                                                   | 3:56  |
| 9.                      | Let Me                                             | Evan Rogers, Carl Sturken, Mikkel SE, Tor Erik Hermansen, Makeba Riddick                                 | 3:56  |
| 10.                     | Rush (feat. Kardinal Offishall)                    | Evan Rogers, Carl Sturken                                                                                | 3:09  |
| 11.                     | There’s a Thug in My Life (feat. J-Status)         | E. Jordan, Evan Rogers, Carl Sturken                                                                     | 3:21  |
| 12.                     | Now I Know                                         | Evan Rogers, Carl Sturken, Rihanna Fenty                                                                 | 5:01  |
| 13.                     | Pon de Replay (Remix) (feat. Elephant Man)         | Evan Rogers, Carl Sturken, Alisha Brooks, Vada Nobles                                                    | 3:37  |
| Japán és brit bónuszdal |                                                    | |       |
| 14.                     | Should I (feat. J-Status)                          | | 3:06  |
| Japán bónuszdal         |                                                    | |       |
| 15.                     | Hypnotized                                         | Evan Rogers, Carl Sturken, Rihanna Fenty                                                                 | 4:15  |

## Kislemezek
- Pon de Replay (2005)
- If It’s Lovin’ That You Want (2005)
- Let Me (2005)

## Zenészek
- Avril Brown – hegedű
- Kenneth Burward-Hoy – hegedű
- Cenovia Cummins – hegedű
- Stephanie Cummins – cselló
- Lawrence Glazener – basszusgitár
- Yana Goichman – hegedű
- Ann Leathers – hegedű
- Vince Lionti – brácsa
- Richard Locker – csello
- Jan Mullen – hegedű
- Elizabeth Nielson – hegedű
- Mark Orrin Shuman – csello
- Sue Pray – brácsa
- Debra Shufelt – hegedű
- Marti Sweet – hegedű
- Uri Vodoz – hegedű
- Carol Webb – hegedű

## Készítették
- Co-producerek: Evan Rogers, Carl Sturken
- Producerek: Evan Rogers, Carl Sturken, Poke & Tone, Rudy Maya, Johnny Nice, Vada Nobles, Full Force
- Hangproducerek: Full Force, Evan Rogers
- Hangproducer-asszisztens: Full Force
- Mérnökök: Al Hemberger, Matt Noble, Malcolm Pollack
- Mérnökasszisztensek: Jason Agel, Roy Matthews, Alex Pinto
- Keverők: Jason Goldstein, Jason Groucott, Al Hemberger
- Vezérlés: Chris Gehringer
- A&R: Jay Brown, Adrienne Muhammad, Tyran „Ty Ty” Smith
- Design: Tai Linzie
- Művészeti irányítás: Andy West
- Fényképészek: Tai Linzie, Mark Mann, Ivan Otis

## Helyezések
| Év   | Toplista                    | Legmagasabb helyezés | Eladási adatok |
| ---- | --------------------------- | -------------------- | -------------- |
| 2005 | Brit albumslágerlista       | 35                   | 200 000        |
| 2005 | Japán albumslágerlista      | 14                   | 280 000        |
| 2005 | Kanadai albumslágerlista    | 7                    | 100 000        |
| 2005 | Német albumslágerlista      | 31                   | 30 000         |
| 2005 | Olasz albumslágerlista      | 22                   | 40 000         |
| 2005 | Svájci albumslágerlista     | 38                   | 10 000         |
| 2005 | USA Billboard 200           | 10                   | 500 000        |
| 2005 | Új-zélandi albumslágerlista | 28                   | 7500           |